# Turó de Can Simó
El Turó de Can Simó és una muntanya de 106 metres que es troba al municipi de Fogars de la Selva, a la comarca catalana de la Selva.
Al cim podem trobar-hi un vèrtex geodèsic (referència 301109001).